# Heinrich Harder

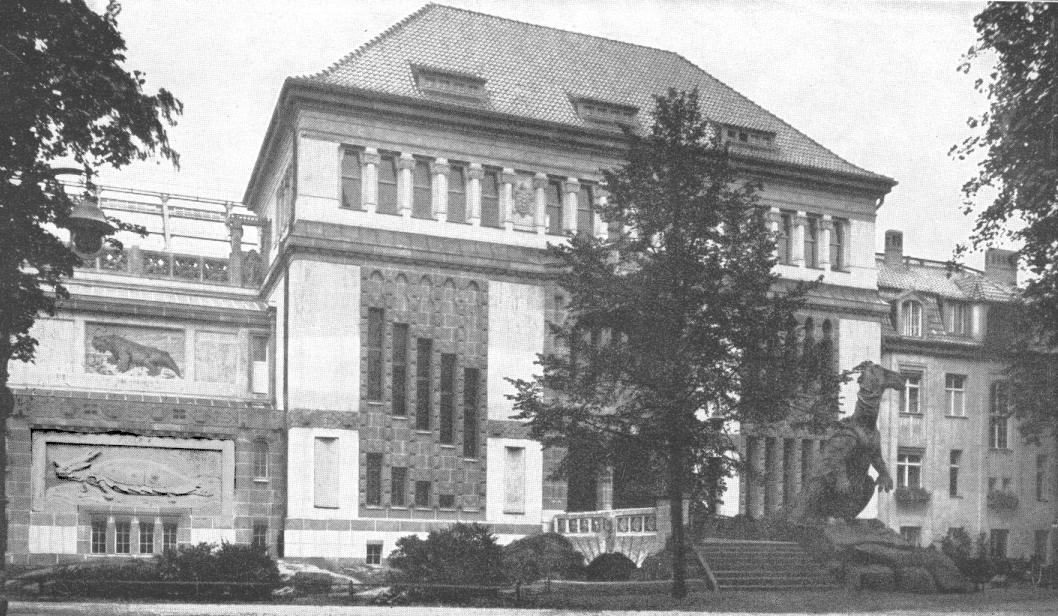
Alte Fassade des Berliner Aquariums mit Harders Iguanodon-Skulptur

Unterschrift von Heinrich Harder

Heinrich Harder (* 2. Juni 1858 in Putzar, Vorpommern; † 5. Februar 1935 in Berlin) war ein deutscher Maler von urzeitlichen Landschaften und Tieren.

## Leben und Wirken

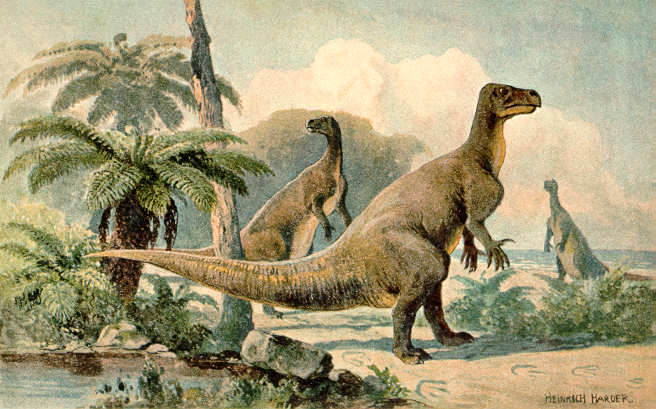
Illustration eines Iguanodons (ca. 1916)

Die Geburt Heinrich Harders wurde 1858 im Geburtenregister des Kirchenbuches in Putzar eingetragen. Somit ist er nicht, wie überwiegend in der Literatur angegeben, im mecklenburgischen Friedland geboren. Der Sohn von Karl Harder, einem „Gräflichen Landwirt“ auf dem Gut Putzar, verbrachte die ersten Jahre seiner Kindheit in Putzar, besuchte später in Berlin die Höhere Knabenschule des Dr. Sachse und anschließend die Dorotheenstädtische Realschule.

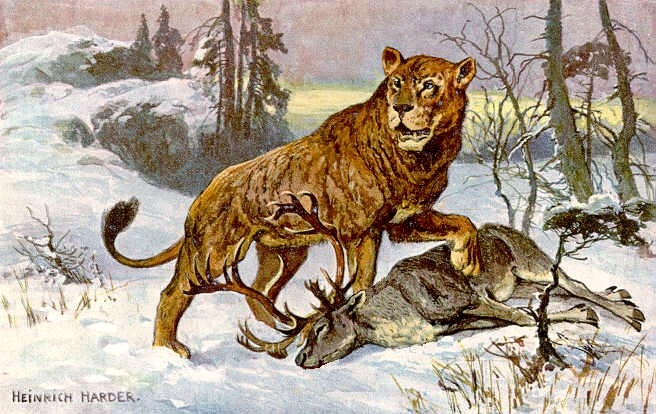
Höhlenlöwe

Von 1874 bis 1876 besuchte er die Königliche Kunstschule zu Berlin, deren Direktor Martin Gropius war, und ging danach zur praktischen Ausbildung ins Atelier von Paul Gropius. Von April 1890 bis 1892 studierte er bei Eugen Bracht an der Königlichen akademischen Hochschule für die bildenden Künste Malerei und arbeitete zunächst hauptsächlich als Landschaftsmaler.
Im Jahr 1900 fertigte Harder 60 Lithografien für die Karten-Reihe Tiere der Urwelt des Hamburger Kakao- und Schokoladen-Herstellers Theodor Reichardt an, auf denen Saurier, Trilobiten, Ammoniten und urzeitliche Säugetiere abgebildet sind. Der Schriftsteller Wilhelm Bölsche, mit dem er seit 1898 zusammenarbeitete, beschrieb die Tiere auf der Rückseite der Karten. 1906 veröffentlichte Bölsche Artikel über den Planeten Erde in der Illustrierten Die Gartenlaube, die von Harder illustriert wurden. Auch an Bölsches Werken Tierbuch (1908) und Tierwanderungen in der Urwelt (1914) war Harder als Zeichner beteiligt. Er lieferte 1910 im Auftrag des Kölner Schokoladeproduzenten Ludwig Stollwerck Entwürfe für Stollwerck-Sammelbilder, u. a. für das Stollwerck-Sammelalbum No. 11.
Darüber hinaus unterrichtete Harder von 1906 bis 1923, ab 1913 als Kunstprofessor, an der Berliner Hochschule für bildende Künste.

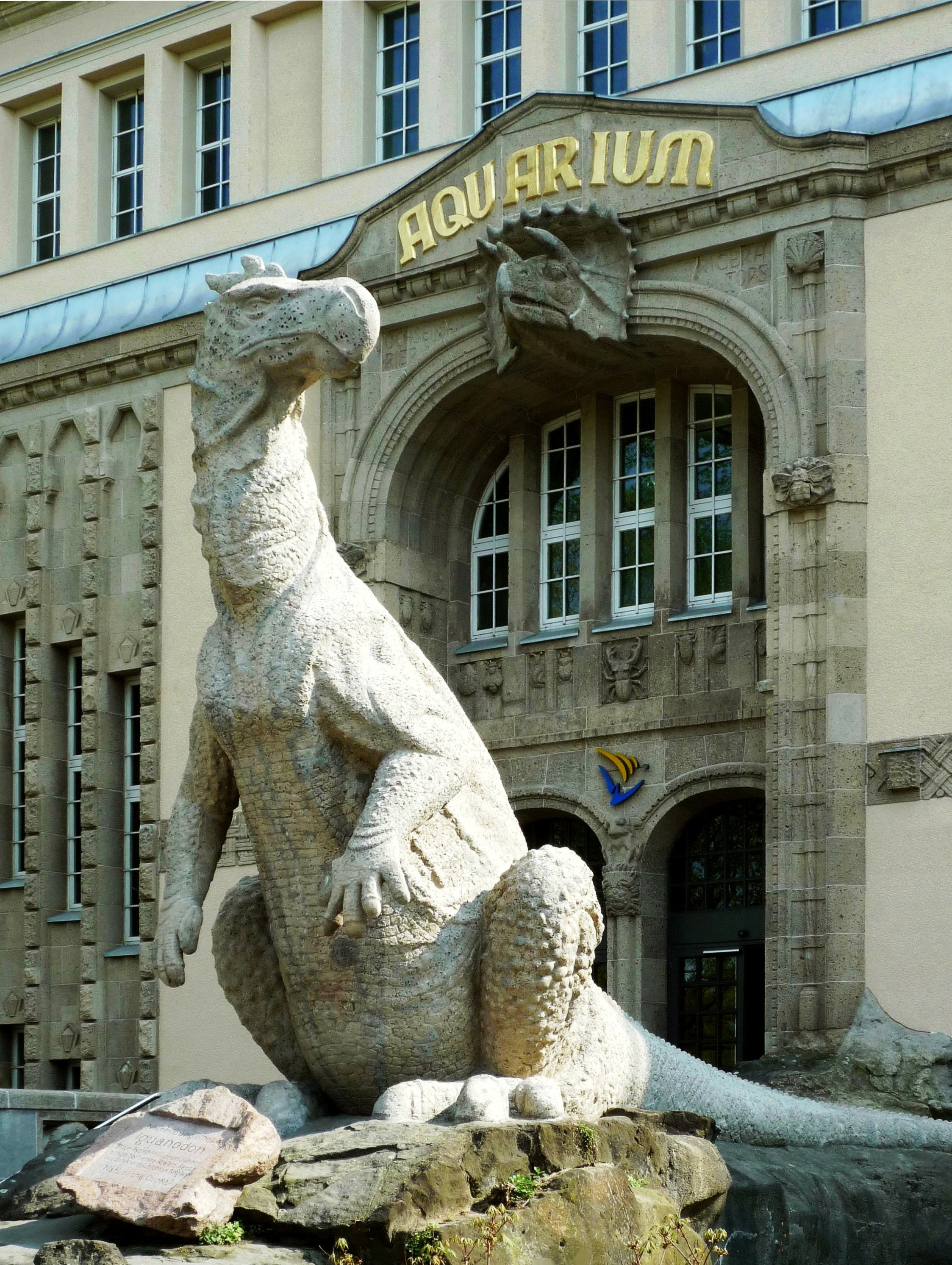
Iguanodon-Skulptur vor dem Aquarium

Als 1913 das Aquarium des Berliner Zoos eröffnet wurde, verzierte Harder die Fassade mit Darstellungen von Sauriern, Archelon (einer ausgestorbenen riesigen Meeresschildkröte), Ammoniten, urzeitlichen Amphibien und einem Panzerfisch. Beim Wiederaufbau des zerstörten Aquariums nach dem Zweiten Weltkrieg konnten Harders stark beschädigte Mosaikbilder aus Geldmangel zunächst nicht wiederhergestellt werden. 1977 wurden 14 Originalentwürfe wiederentdeckt, die als Vorlage für die Restaurierung der Wandbilder im Jahr 1978 dienten. Zu Harders bekanntesten Werken zählt die Iguanodon-Skulptur vor dem Eingang des Aquariums auf der Zooseite.
Heinrich Harder starb am 5. Februar 1935 im Alter von 76 Jahren in Berlin. Die Beisetzung erfolgte auf dem Friedhof Steglitz. Das Grab ist nicht erhalten.